# Streppel
Streppel war ein Wohnplatz und eine Pulvermühle an der Wupper in der Nähe von Klaswipper, heute in Wipperfürth im Oberbergischen Kreis im Regierungsbezirk Köln in Nordrhein-Westfalen (Deutschland). Von der Mühle ist nichts mehr vorhanden. Mittlerweile hat sich Klaswipper über den ursprünglichen Bereich von Streppel hinweg ausgebreitet.

## Geschichte
Streppel wurde erstmals im Jahr 1309 als Strephele urkundlich erwähnt.
Die Topographia Ducatus Montani des Erich Philipp Ploennies belegt, dass Streppel (dort Strepel genannt und als gemeiner Hof klassifiziert) zum Bergischen Amt Steinbach gehörte. Carl Friedrich von Wiebeking benennt die Hofschaft auf seiner Charte des Herzogthums Berg 1789 als Strepel. Aus ihr geht hervor, dass Streppel zu dieser Zeit Teil des Kirchspiels Wipperfürth war.
Die Mühle gehörte zu den zahlreichen Pulvermühlen der Region, die im Besitz der lokalen Pulverfabrikanten Cramer und Buchholz waren. Sie wurde ein halbes Jahrhundert zuvor von den Gebrüdern Johannes (1732–1805) und Johann Hermann (1736–1799) Wilhelm für ihre gemeinsame Firma erbaut. 1792 explodierte diese Pulvermühle, wurde aber offenbar wieder aufgebaut. Die Schwarzpulverherstellung war mit Abstand der bedeutendste Wirtschaftszweig an der oberen Wupper.
Unter der französischen Verwaltung zwischen 1806 und 1813 wurde das Amt Steinbach aufgelöst und Streppel wurde politisch der Mairie Klüppelberg im Kanton Wipperfürth zugeordnet. 1816 wandelten die Preußen die Mairie zur Bürgermeisterei Klüppelberg im Kreis Wipperfürth.
Der Ort ist auf der Topographischen Aufnahme der Rheinlande von 1824 als Streppel und auf der Preußischen Uraufnahme von 1840 als Pulvermühle Streppel verzeichnet. Ab der Preußischen Neuaufnahme von 1892 ist er auf Messtischblättern regelmäßig als Streppel verzeichnet.
1822 lebten 20 Menschen im als Hof kategorisierten Ort, der nach dem Zusammenbruch der napoleonischen Administration und deren Ablösung nun zur Bürgermeisterei Klüppelberg im Kreis Wipperfürth gehörte. Im Jahr 1830 werden für Streppel 26 Einwohner angegeben. Der Ort hatte laut Gemeindelexikon für die Provinz Rheinland von 1888 fünf Wohnhäuser mit 19 Einwohnern angegeben. 1895 waren es zwei Wohnhäuser mit 21 Einwohnern, 1905 werden drei Wohnhäuser und 24 Einwohner angegeben.
Aufgrund des Köln-Gesetzes wurde 1975 die Gemeinde Klüppelberg aufgelöst und größtenteils in Wipperfürth eingemeindet. Dabei kam das Gebiet von Streppel zur erweiterten Stadt Wipperfürth.